# Magistral d'escacs Ciutat de Barcelona de 2011
El Magistral d'escacs Ciutat de Barcelona de 2011 fou un torneig d'escacs que va tenir lloc entre els dies 12 i 20 d'octubre del 2011. Va ser patrocinat per Casino de Barcelona grup Peralada, l'Ajuntament de Barcelona i el Consell Català de l'Esport.

## Classificació
|   | Jugador                 | Elo  | 1 | 2 | 3 | 4 | 5 | 6 | 7 | 8 | 9 | Punts | Des   |
| - | ----------------------- | ---- | - | - | - | - | - | - | - | - | - | ----- | ----- |
| 1 | Iván Salgado López      | 2614 | * | ½ | ½ | 1 | 1 | 0 | ½ | 1 | 1 | 5.5   | 20    |
| 2 | Yasser Seirawan         | 2652 | ½ | * | ½ | ½ | 0 | 1 | 1 | 1 | 1 | 5.5   | 19.25 |
| 3 | Kevin Spraggett         | 2576 | ½ | ½ | * | 0 | 1 | ½ | 1 | ½ | 1 | 5     | 18.25 |
| 4 | Oscar de la Riva Aguado | 2541 | 0 | ½ | 1 | * | ½ | ½ | ½ | ½ | ½ | 4     | 15.75 |
| 5 | Ilià Smirin             | 2678 | 0 | 1 | 0 | ½ | * | 1 | ½ | ½ | ½ | 4     | 15.25 |
| 6 | Marc Narciso Dublan     | 2519 | 1 | 0 | ½ | ½ | 0 | * | ½ | ½ | ½ | 3.5   | 14.25 |
| 7 | Daniel Alsina Leal      | 2529 | ½ | 0 | 0 | ½ | ½ | ½ | * | ½ | 1 | 3.5   | 12    |
| 8 | Fernando Peralta        | 2602 | 0 | 0 | ½ | ½ | ½ | ½ | ½ | * | ½ | 3     | 11    |
| 9 | Josep Oms i Pallisé     | 2493 | 0 | 0 | 0 | ½ | ½ | ½ | 0 | ½ | * | 2     | 7.25  |